# Szihalom
Szihalom là một thị trấn thuộc hạt Heves, Hungary. Thị trấn này có diện tích 34,17 km², dân số năm 2010 là 2029 người, mật độ 59 người/km².